# Arthrotus testaceus
Arthrotus testaceus es un coleóptero de la familia Chrysomelidae. Fue descrita científicamente por primera vez en 1963 por Gressitt & Kimoto.